# Varteres Samurgashev
Varteres Samurgashev –en ruso, Вартерес Самургашев; en armenio, Վարդերես Սամուրղաշև– (Rostov del Don, 13 de septiembre de 1979) es un deportista ruso de origen armenio que compitió en lucha grecorromana.
Participó en tres Juegos Olímpicos de Verano, obteniendo una medalla de oro en Sídney 2000, una de bronce en Atenas 2004 y el séptimo lugar en Pekín 2008.
Ganó dos medallas de oro en el Campeonato Mundial de Lucha, en los años 2002 y 2005, y tres medallas en el Campeonato Europeo de Lucha entre los años 2000 y 2006.

## Palmarés internacional
| Juegos Olímpicos   | Juegos Olímpicos      | Juegos Olímpicos  | Juegos Olímpicos |
| Año                | Lugar                 | Medalla           | Categoría        |
| ------------------ | --------------------- | ----------------- | ---------------- |
| 2000               | Sídney (Australia)    | Medalla de oro    | 63 kg            |
| 2004               | Atenas (Grecia)       | Medalla de bronce | 74 kg            |
| Campeonato Mundial |                       |                   |                  |
| Año                | Lugar                 | Medalla           | Categoría        |
| 2002               | Teherán (Irán)        | Medalla de oro    | 74 kg            |
| 2005               | Budapest (Hungría)    | Medalla de oro    | 74 kg            |
| Campeonato Europeo |                       |                   |                  |
| Año                | Lugar                 | Medalla           | Categoría        |
| 2000               | Budapest (Hungría)    | Medalla de oro    | 63 kg            |
| 2002               | Seinäjoki (Finlandia) | Medalla de plata  | 74 kg            |
| 2006               | Moscú (Rusia)         | Medalla de oro    | 74 kg            |